# Решвамм-Шульце, Анке
Анке Решвамм-Шульце (нем. Anke Reschwamm-Schulze; 8 декабря 1972 года, Баутцен, ГДР) — немецкая лыжница, призёрка этапов Кубка мира.
В Кубке мира Решвамм-Шульце дебютировала 18 декабря 1992 года, в феврале 2004 года впервые попала в тройку лучших на этапе Кубка мира, в эстафете. Всего имеет на своём счету 2 попадания в тройку лучших на этапах Кубка мира, оба в эстафетах, в личных гонках 5 раз попадала в десятку лучших. Лучшим достижением Решвамм-Шульце в общем итоговом зачёте Кубка мира является 22-е место в сезоне 1996/97.
На Олимпийских играх 1998 года в Нагано стартовала в пяти гонках: 15 км классикой — 38-е место, 5 км классикой — 37-е место, гонка преследования 5+10 км — 31-е место, эстафета — 5-е место и 30 км свободным стилем — 26-е место.
На Олимпийских играх 2002 года в Солт-Лейк-Сити была 35-й в масс-старте на 15 км свободным стилем и 10-й в спринте.
За свою карьеру принимала участие в шести чемпионатах мира, лучший результат 5-е место в эстафете на чемпионате мира 1995 года, лучший результат в индивидуальных гонках 7-е место в гонке преследования на чемпионате мира 1997 года.
Использовала лыжи производства фирмы Madshus.